# Jaber Al Mahjoub
Jaber Al Mahjoub, né le 5 janvier 1938 à M'saken et mort le 21 octobre 2021 à Paris, est un peintre, sculpteur et musicien tunisien.

## Biographie
Jaber Al Mahjoub naît le 5 janvier 1938 à M'saken. Orphelin de père à trois ans et de mère à six ans, il est élevé par sa sœur Zina. Gardant des moutons, il ne peut fréquenter l'école et ne sait ni lire, ni écrire. En 1948, il quitte la Tunisie.
Après avoir été boulanger, il devient boxeur avant de s'improviser comédien-chanteur.
En 1978 et 1980, il expose au Salon d'hiver. Dans les années 1980, il s'installe à Paris. Découvert par Jean Dubuffet, son travail de peintre et de sculpteur s'apparente à de l'art brut et singulier.
Il est représenté dans des musées d'art brut et dans des collections privées, dont le Lille Métropole Musée d'Art moderne, d'Art contemporain et d'Art brut.
Mort le 21 octobre 2021 à Paris, Jaber Al Mahjoub est inhumé dans sa ville natale.
Pour lui rendre hommage, une exposition de ses œuvres sur les murs extérieurs du Pavillon Carré de Baudouin a lieu de janvier à mai 2022.

## Travail
Ses gouaches, ses acryliques ou ses sculptures en plâtre bandé sont très colorées, les personnages étant généralement entourés de noir.

### Vidéographie
- « Jaber », film d'Alan Govenar et Laurent Danchin tourné en 1998.
- [vidéo] « Artistes bruts », sur YouTube, vidéo extraite d'une émission de FR3 Dijon présentée par Florence Cicolella et diffusée en mars 2011.